# Грб Велса
Грб Велса је званични хералдички симбол једног од четири конститутивна дијела Уједињеног краљевства, Велса.

## Опис грба
Краљевски грб раздвојен је унакрсно на два златна и два црвена поља на штиту, са по једним шетајућим лавом у сваком од поља. Лавови су супротних боја у односу на поље (црвено-златно), азурно наоружани (канџе и језик). Штит је обавијен са зеленом траком са слоганом „Ја сам веран својој земљи”, (велшки: Pleidiol Wyf I'm Gwlad) преузет из химне Велса.
Грб је крунисан круном Светог Едварда. Око грба налази се вијенац хералдичких биљки из Велике Британије: Велса, Шкотске, Ирске и Енглеске - празилук, чичак, тролисник и двострука Тјудорова ружа.

### Галерија
- Грб Ливелина
- Историјски грб
- Краљевски грб  
(из 1953)
- Грбовна комбинација 
принца од Велса из 1911.
- Барjак из 1960.